# Granica Banacha
Granica Banacha – liniowy i ciągły funkcjonał na przestrzeni {\displaystyle \ell _{\infty }} wszystkich ograniczonych ciągów liczbowych z normą supremum, naśladujący własności operacji brania granicy ciągu zbieżnego. W szczególności, granica Banacha ciągu zbieżnego jest równa jego granicy w zwykłym sensie. Dla dowodu istnienia granic Banacha potrzebne jest twierdzenie Hahna-Banacha (a więc pewna forma aksjomatu wyboru), stąd charakter tego pojęcia jest wyłącznie egzystencjonalny – granicy Banacha nie można skonstruować krok po kroku. Użycie w dowodzie istnienia granicy Banacha twierdzenia Hahna-Banacha nie mówi nic o jednoznaczności istnienia funkcjonału o takich własnościach. Co więcej, każdemu ultrafiltrowi wolnemu w algebrze potęgowej {\displaystyle {\mathcal {P}}(\omega )} odpowiada dokładnie jedna granica Banacha.

## Twierdzenie
Istnieje ograniczony funkcjonał liniowy
{\displaystyle f\colon \ell _{\infty }\to \mathbb {C} }
mający następujące własności:
1. Jeśli {\displaystyle x=(x_{n})_{n\in \mathbb {N} }\in \ell _{\infty }} oraz {\displaystyle x_{n}\geqslant 0,} to {\displaystyle f(x)\geqslant 0,}
2. Jeśli {\displaystyle x\in \ell _{\infty },} to {\displaystyle f(x)=f(Sx),} gdzie {\displaystyle Sx=(x_{2},x_{3},x_{4},\dots )} dla {\displaystyle x=(x_{1},x_{2},x_{3},\dots ),}
3. {\displaystyle f(1,1,1,\dots )=1.}

Funkcjonał {\displaystyle f} taki, jak wyżej nazywamy granicą Banacha.

## Własności
Niech {\displaystyle L} będzie granicą Banacha oraz {\displaystyle x=(x_{n})_{n\in \mathbb {N} },y=(y_{n})_{n\in \mathbb {N} }\in \ell _{\infty }.} Wówczas:
- Jeśli {\displaystyle x_{n}\leqslant y_{n}} dla {\displaystyle n\in \mathbb {N} ,} to {\displaystyle L(x)\leqslant L(y)}
- {\displaystyle \liminf _{n\to \infty }x_{n}\leqslant L(x)\leqslant \limsup _{n\to \infty }x_{n}} (co oznacza, że {\displaystyle L(x)=\lim _{n\to \infty }x_{n}} dla każdego ciągu zbieżnego {\displaystyle x})
- {\displaystyle L(x)=1/2} dla {\displaystyle x=(1,0,1,0,\dots )} ponieważ {\displaystyle x+Sx=(1,1,1,\dots ),} skąd {\displaystyle L(x+Sx)=1,} ale

{\displaystyle L(x+Sx)=L(x)+L(Sx)=2L(x),}
czyli {\displaystyle L(x)=1/2}
- Granica Banacha nie jest funkcjonałem multyplikatywnym, tzn. istnieją takie ciągi ograniczone {\displaystyle x} i {\displaystyle y,} że

{\displaystyle L(xy)\neq L(x)\cdot L(y).}
Istotnie, gdyby granica Banacha była funkcjonałem multyplikatywnym, to biorąc {\displaystyle x=(1,0,1,0,\dots )} dostalibyśmy
{\displaystyle 0=L(0)=L(x\cdot Sx)=L(x)\cdot L(Sx)=(L(x))^{2}={\tfrac {1}{4}},}
co stanowi sprzeczność.